# Пиер Армел
Пиер Шарл Жозе Мари Армел (на френски: Pierre Charles José Marie Harmel) е белгийски политик от Социалхристиянската партия.

## Биография
Пиер Армел е роден на 16 март 1911 година в Юкел. През 1933 година завършва право в Лиежкия университет, като по това време се ангажира с Белгийската католическа асоциация, която оглавява през 1938 година. През 1940 година участва в Белгийската кампания на Втората световна война, а след войната е сред основателите на Социалхристиянската партия и е избран за депутат, от 1947 година преподава право в Лиежкия университет.
През 1950 – 1954 година Армел е министър на просветата и играе централна роля във Втората училищна война, предизвикана от увеличеното финансиране на частните, главно католически, училища. В следващите кабинети на Гастон Ейскенс е министър на правосъдието (1958), на културата (1958 – 1960) и на гражданската служба (1960 – 1961). През 1965 – 1966 година оглавява коалиционно правителство със социалистите. От 1966 до 1973 година е външен министър на Белгия и участва активно в първото разширение на Европейската икономическа общност, както и в адаптацията на политиката на НАТО към Източния блок, наричана Доктрина „Армел“.
През 1971 година Армел е избран за сенатор, като през 1973 – 1977 година председателства белгийския сенат. През 1973 година получава титлата държавен министър, а през 1991 година става наследствен граф.
Пиер Армел умира на 15 ноември 2009 година в Брюксел.